# Zombies Ate My Girlfriend
Zombies Ate My Girlfriend ist eine Heavy-Metal-Band aus Kapstadt, Südafrika.

## Geschichte
Gegründet wurde die Band 2012. Sie besteht aus dem Sänger Gavin Marchbank, dem Bassisten Marc Olwage, den beiden Gitarristen Adriano Rodrigues und Chris Hall und dem Schlagzeuger Ferdi Groenewald.
2012 veröffentlichte das Quintett ihre Debüt-EP Patient Zero, machte sich einen Namen in der südafrikanischen Metal-Szene und gehört heute zu den Top-Metal-Bands Südafrikas. Im Februar 2015 erschien ihr erstes Album Retrocide, das hoch geachtet wurde. Im selben Jahr wurde die Band mit dem südafrikanischen Metal-Music Award 2015 (Beste Core) und dem Afrikanischen Metal-Award für herausragende Leistung und Qualität ausgezeichnet. Zudem nahmen Zombies Ate My Girlfriend an der „Protest the Hero South African Tour“ teil und spielten auf dem „Krank’d Up Music Festival 2015“. Zurzeit arbeitet die Band an ihren zweiten Album, das 2017 erscheinen soll.
Im April 2016 gewannen Zombies Ate My Girlfriend das Wacken Metal Battle Südafrika von 39 teilnehmenden Bands und wurde beste Metal-Nachwuchsband Südafrikas. Beim Metal-Battle-Finale während des Wacken Open Air 2016 setzte sich die Band gegen die internationale Konkurrenz von 28 teilnehmenden Bands durch und gewann den 1. Platz.

Bandmitglieder beim Wacken Open Air 2016
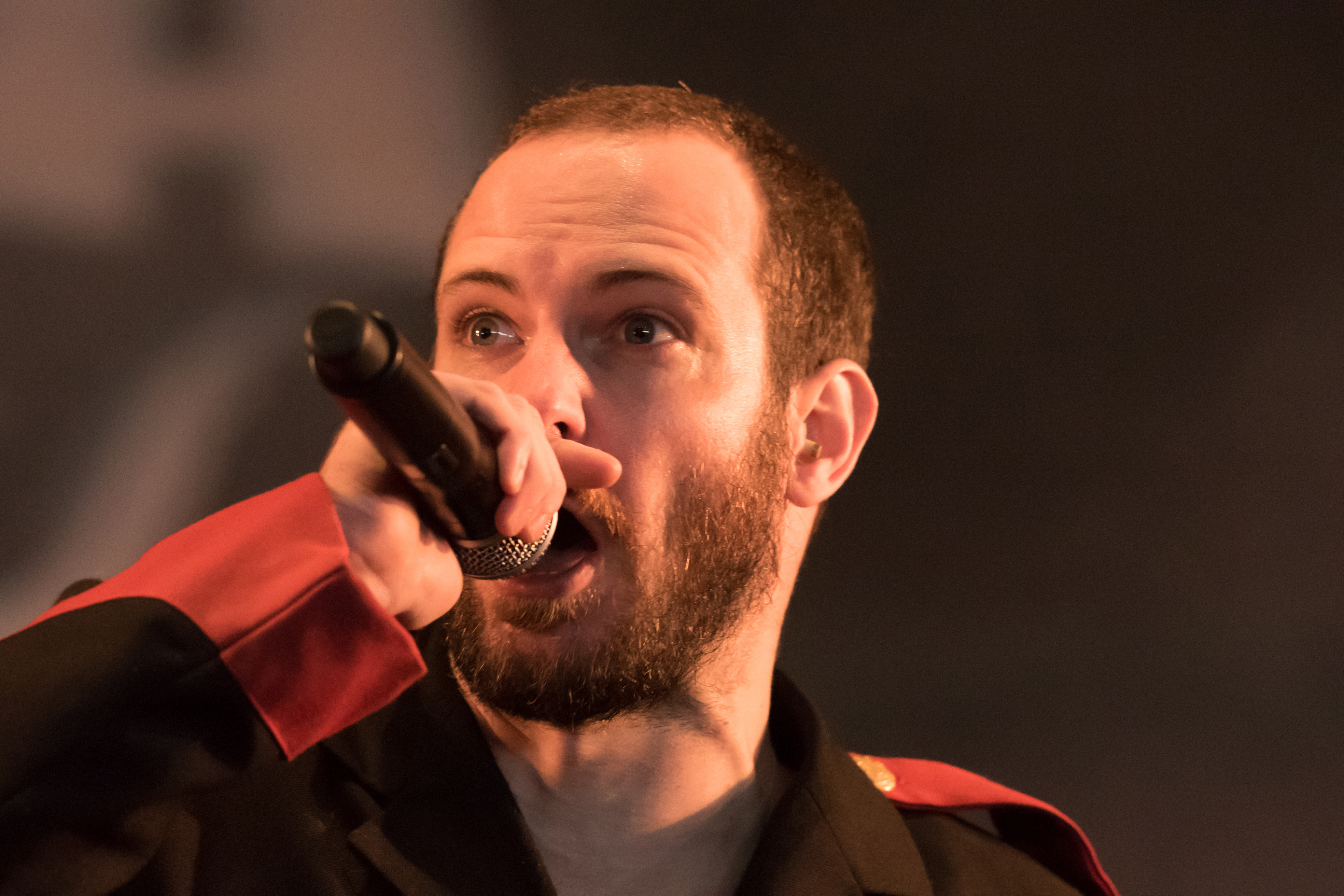
Gavin Marchbank
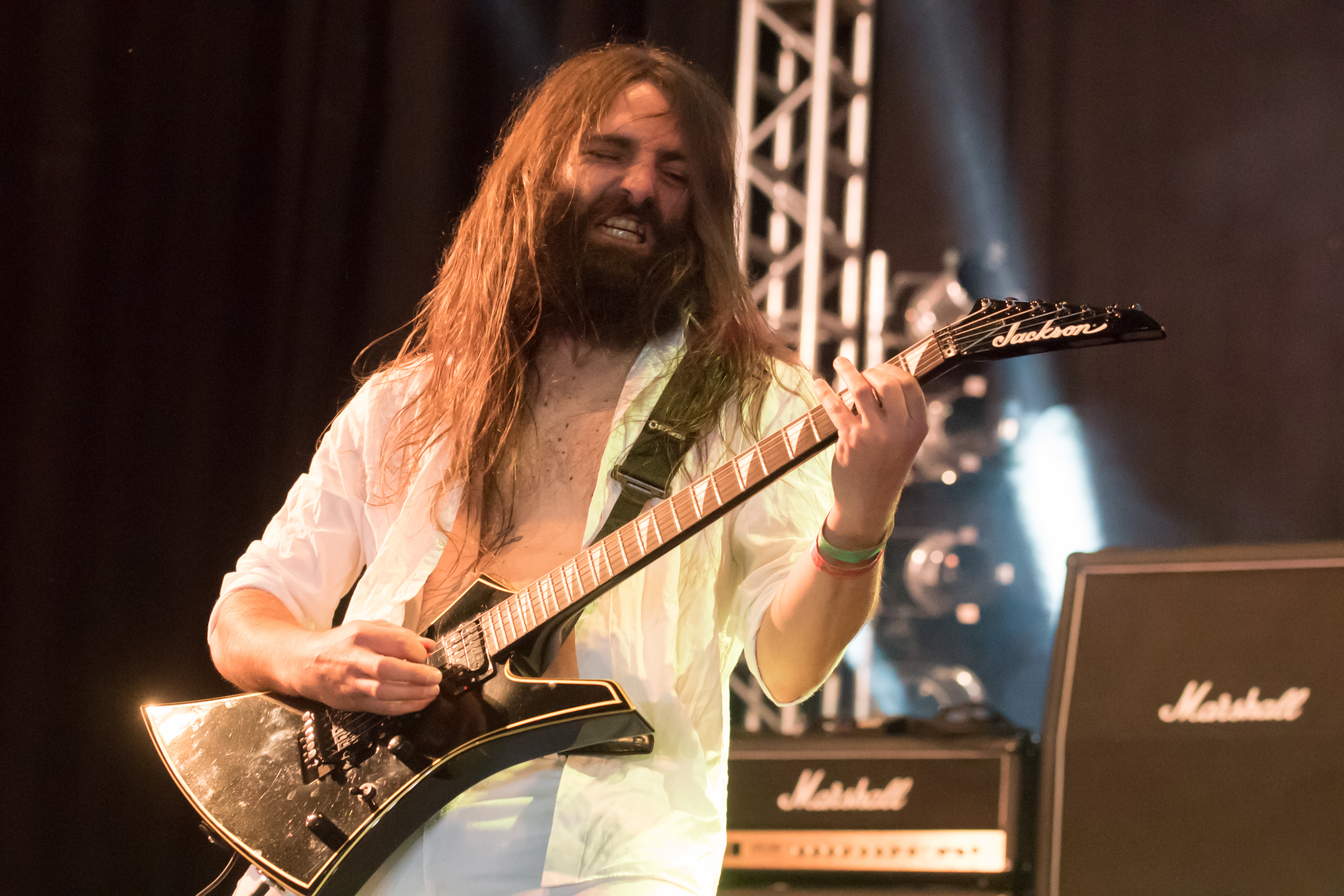
Adriano Rodrigues
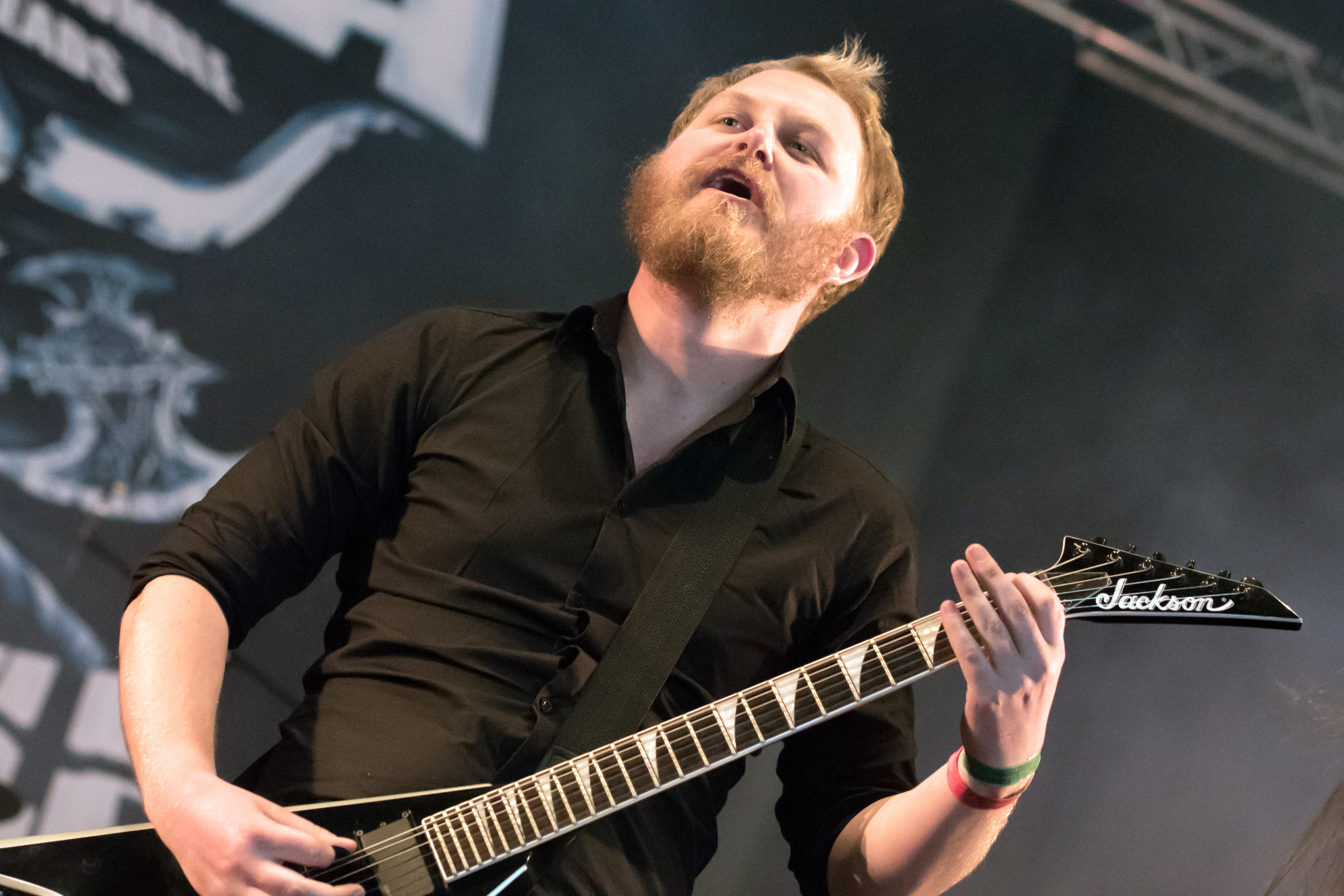
Chris Hall
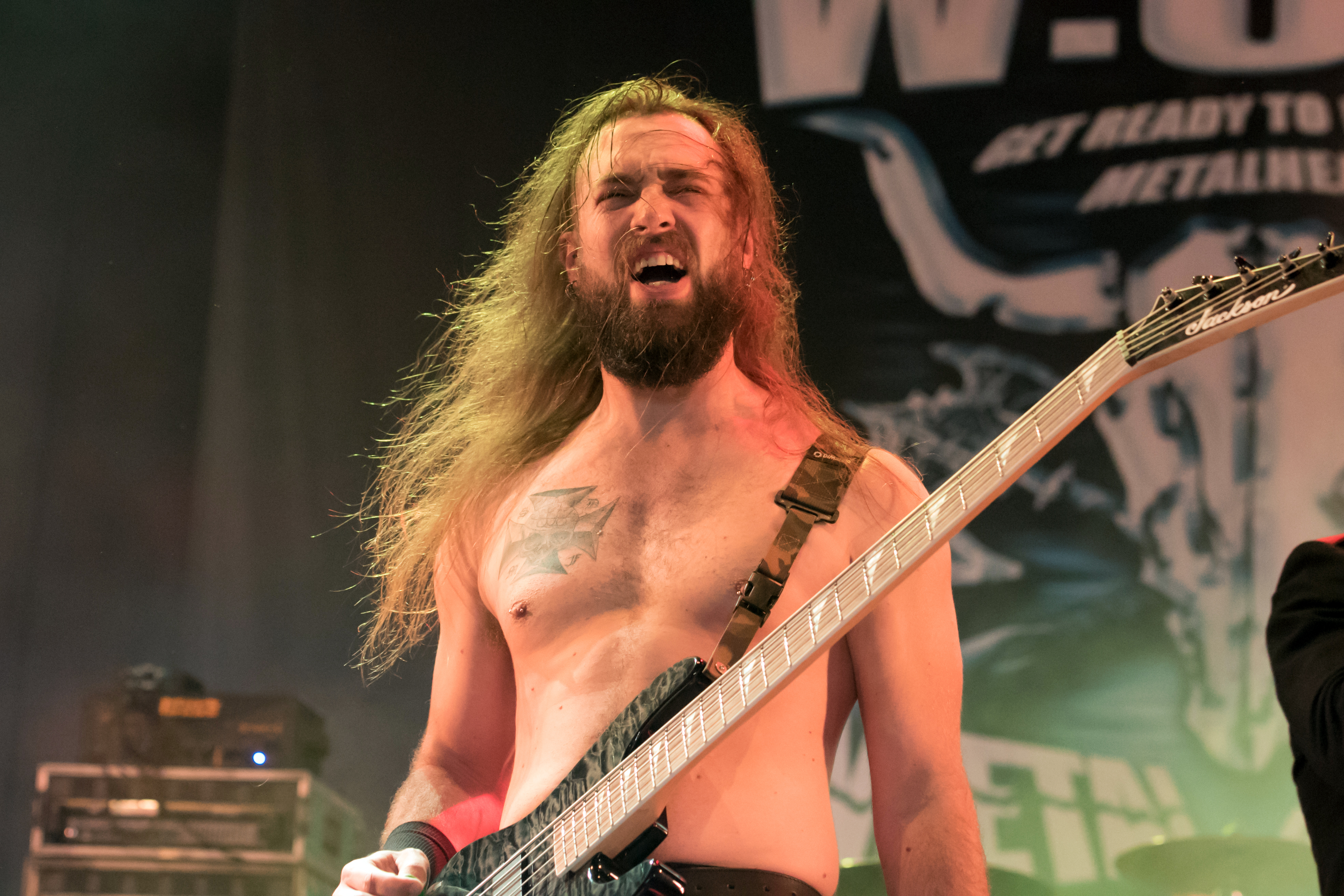
Marc Olwage

## Diskografie
- 2012: Patient Zero (EP)
- 2015: Retrocide (Album)